# Thomas Noel Hill (2e baron Berwick)
Pour les articles homonymes, voir Hill.
Thomas Noel Hill, 2e baron Berwick d' Attingham, FSA (21 octobre 1770 - 3 novembre 1832), est un pair britannique et un mécène. 

## Biographie
Il est le premier fils de Noel Hill, qui est créé baron Berwick en 1784, et sa femme Anna Vernon, et fait ses études au Jesus College, Cambridge, où il est la même année que Edward Daniel Clarke, et obtient son diplôme de MA en 1791. En 1792-1794, il paie les dépenses de Clarke comme compagnon de voyage en Allemagne, en Suisse et en Italie, et emploie Angelica Kauffmann comme peintre. Son portrait qu'elle réalise en 1793 est conservé à Attingham Park dans le Shropshire.
En 1801, Thomas Noel Hill devient membre de la Society of Antiquaries (FSA). Le 8 février 1812, il épouse Sophia Dubochet (en), fille de John James Dubochet, à l'Église St Marylebone de Londres. (Sophia et sa célèbre sœur Harriette Wilson (en) sont des courtisanes à la mode). En 1827 et 1829, ils sont contraints de tenir des enchères de faillite pour rembourser leurs dettes. À ce stade, le frère cadet de Thomas, William, est venu à la rescousse et achète une grande partie des meubles, puis loue leur maison, Attingham Park. Thomas et Sophia s'enfuient en Italie, où Thomas est décédé sans enfant à 62 ans à Naples; à sa mort, son frère William Noel-Hill hérite du titre .